# Verwaltungsgliederung Deutschlands 1947
In diesen Artikel werden die Gebiete Deutschlands Stand Januar 1947 in den Grenzen im Potsdamer Abkommen im Aug. 1945 vereinbarten Gebietes ohne die im Potsdamer Abkommen nach dem Grenzen zum 31. Dezember 1937 des Deutschen Reichs unter sowjetische Verwaltung gestellte Gebiete nördlicher Teil Ostpreußens und unter polnischer Verwaltung gestellten Gebiete südlicher Teil Ostpreußens, östlich der Oder-Neiße-Linie gelegene Gebiete Pommerns, Brandenburgs, Schlesiens und ohne Stettin dargestellt. Das Saargebiet unter französischen Protektorat wird ebenfalls nicht dargestellt. Das deutsche Land Preußen wurde mit dem Kontrollratsgesetz Nr. 46 vom 25. Februar 1947 vom Alliierten Kontrollrat formell aufgelöst vgl. Preußen. Die Bevölkerungszahlen sind dem Deutschen Gemeindeverzeichnis 1946 zum Stichtag 29. Oktober 1946 entnommen. Es werden die kreisfreien Städte, Landkreise und Regierungsbezirke in den Ländern in den jeweiligen Besatzungszonen aufgeführt.

## Länder

### Deutschland
| Besatzungszone                  | Besatzungszone | Besatzungszone |
| ------------------------------- | -------------- | -------------- |
| US-amerikanische Besatzungszone |                |                |
| Land                            | Einwohner      | Fläche in km2  |
| Freistaat Bayern                | 9.029.090      | 70.237,90      |
| Freie Hansestadt Bremen         | 486.539        | 403,77         |
| Hessen                          | 4.064.079      | 21.116,69      |
| Württemberg-Baden               | 3.675.237      | 15.700,12      |
| Besatzungszone                  |                |                |
| Britische Besatzungszone        |                |                |
| Land                            | Einwohner      | Fläche in km2  |
| Freie und Hansestadt Hamburg    | 1.424.136      | 746,62         |
| Niedersachsen                   | 6.432.793      | 47.217,77      |
| Nordrhein-Westfalen             | 11.797.092     | 34.075,90      |
| Schleswig-Holstein              | 2.650.488      | 15.657,57      |
| Besatzungszone                  |                |                |
| Französische Besatzungszone     |                |                |
| Land                            | Einwohner      | Fläche in km2  |
| Baden                           | 1.197.856      | 9.952,27       |
| Rheinland-Pfalz                 | 2.761.138      | 19.856,22      |
| Württemberg-Hohenzollern        | 1.051.928      | 10.095,39      |
| Bayerischer Landkreis Lindau    | 52.621         | 312,00         |
| Besatzungszone                  |                |                |
| Sowjetische Besatzungszone      |                |                |
| Land                            | Einwohner      | Fläche in km2  |
| Brandenburg                     | 2.527.492      | 26.976,42      |
| Mecklenburg (1945–1952)         | 2.139.640      | 22.937,78      |
| Sachsen-Anhalt                  | 4.160.539      | 24.668,80      |
| Sachsen                         | 5.558.566      | 16.991,92      |
| Thüringen                       | 2.927.497      | 15.598,33      |
| Land                            | Einwohner      | Fläche in km2  |
| Groß-Berlin                     | 3.199.938      | 889,91         |
| US-amerikanischer Sektor        | 989.598        | 210,81         |
| Britischer Sektor               | 605.588        | 165,51         |
| Französischer Sektor            | 428.773        | 110,78         |
| Sowjetischer Sektor             | 1.175.979      | 402,81         |

### Baden (Französische Zone)
Der südliche Teil des Landes Baden kam zur Französischen Besatzungszone und es wurde das Land Baden mit der Hauptstadt Freiburg gebildet. Das Land gliederte sich in die 3 Landeskommissariatsbezirke Freiburg, Konstanz und Baden-Baden. Diese entsprachen Regierungsbezirken und wurden in Stadtkreise, welche kreisfreien Städten entsprachen und Landkreise eingeteilt.
| Stadtkreis                            | Einwohner | Fläche in km2 |
| ------------------------------------- | --------- | ------------- |
| Baden-Baden                           | 32.434    | 91,19         |
| Landkreis                             | Einwohner | Fläche in km2 |
| Bühl                                  | 65.101    | 379,38        |
| Rastatt                               | 81.774    | 545,26        |
| Landeskommissariatsbezirk Baden-Baden | 179.309   | 1.015,83      |

| Stadtkreis                         | Einwohner | Fläche in km2 |
| ---------------------------------- | --------- | ------------- |
| Freiburg                           | 93.075    | 79,98         |
| Landkreis (ggf. Sitz)              | Einwohner | Fläche in km2 |
| Emmendingen                        | 79.181    | 666,05        |
| Freiburg                           | 58.594    | 657,84        |
| Kehl (in Renchen)                  | 39.096    | 310,13        |
| Lahr                               | 62.881    | 444,50        |
| Lörrach                            | 91.258    | 638,53        |
| Müllheim                           | 40.810    | 433,20        |
| Neustadt (Schwarzwald)             | 35.849    | 717,97        |
| Offenburg                          | 74.103    | 467,13        |
| Wolfach                            | 42.116    | 638,47        |
| Landeskommissariatsbezirk Freiburg | 616.963   | 5.053,80      |

| Stadtkreis                         | Einwohner | Fläche in km2 |
| ---------------------------------- | --------- | ------------- |
| Konstanz                           | 39.286    | 29,95         |
| Landkreis                          | Einwohner | Fläche in km2 |
| Donaueschingen                     | 48.718    | 766,18        |
| Konstanz                           | 70.254    | 485,85        |
| Säckingen                          | 43.489    | 375,11        |
| Stockach                           | 36.622    | 612,80        |
| Überlingen                         | 47.102    | 571,25        |
| Villingen                          | 52.877    | 451,38        |
| Waldshut                           | 47.422    | 590,12        |
| Landeskommissariatsbezirk Konstanz | 385.770   | 3.882,64      |

### Freistaat Bayern (Amerikanische Zone)
Das Land Bayern bezeichnet als Freistaat Bayern ohne die Pfalz und der Landkreis Lindau waren in der US-amerikanischen Besatzungszone. Das Land entstand zunächst ohne den Landkreis Lindau.
| Stadtkreis                                  | Einwohner | Fläche in km2 |
| ------------------------------------------- | --------- | ------------- |
| Landshut                                    | 43.881    | 19,02         |
| Passau                                      | 34.626    | 19,93         |
| Straubing                                   | 34.271    | 19,31         |
| Landkreis (ggf. Sitz)                       | Einwohner | Fläche in km2 |
| Bogen                                       | 42.231    | 517,36        |
| Deggendorf                                  | 76.472    | 557,57        |
| Dingolfing                                  | 35.201    | 416,98        |
| Eggenfelden                                 | 58.415    | 660,35        |
| Grafenau                                    | 29.817    | 379,29        |
| Griesbach                                   | 47.807    | 495,00        |
| Kelheim                                     | 50.695    | 602,03        |
| Kötzting                                    | 38.703    | 448,92        |
| Landau a. d. Isar                           | 37.056    | 383,97        |
| Landshut                                    | 40.379    | 574,39        |
| Mainburg                                    | 25.579    | 304,51        |
| Mallersdorf                                 | 36.145    | 399,81        |
| Passau                                      | 63.983    | 513,13        |
| Pfarrkirchen                                | 60.771    | 561,40        |
| Regen                                       | 46.142    | 579,30        |
| Rottenburg                                  | 28.862    | 391,90        |
| Straubing                                   | 35.181    | 469,39        |
| Viechtach                                   | 35.070    | 421,42        |
| Vilsbiburg                                  | 46.720    | 536,01        |
| Vilshofen                                   | 64.441    | 596,80        |
| Wegscheid                                   | 27.090    | 282,17        |
| Wolfstein (in Ort, Ortsteil Wolfstein)      | 44.912    | 606,81        |
| Niederbayern                                | 1.084.450 | 10.756,77     |
| Stadtkreis                                  | Einwohner | Fläche in km2 |
| Amberg                                      | 36.795    | 19,40         |
| Regensburg                                  | 108.604   | 52,25         |
| Weiden                                      | 36.969    | 33,73         |
| Landkreis                                   | Einwohner | Fläche in km2 |
| Amberg                                      | 45.272    | 777,22        |
| Beilngries                                  | 20.455    | 275,03        |
| Burglengenfeld                              | 52.551    | 422,93        |
| Cham                                        | 43.066    | 373,24        |
| Eschenbach i. d. OPf.                       | 34.971    | 506,70        |
| Kemnath                                     | 23.095    | 318,75        |
| Nabburg                                     | 28.950    | 410,31        |
| Neumarkt i. d. OPf.                         | 46.590    | 652,02        |
| Neunburg vorm Wald                          | 19.730    | 331,61        |
| Neustadt a. d. Waldnaab                     | 50.144    | 655,73        |
| Oberviechtach                               | 17.178    | 291,60        |
| Parsberg                                    | 40.189    | 807,95        |
| Regensburg                                  | 80.684    | 1.075,41      |
| Riedenburg                                  | 21.847    | 340,79        |
| Roding                                      | 33.473    | 514,78        |
| Sulzbach-Rosenberg                          | 32.795    | 339,52        |
| Tirschenreuth                               | 58.250    | 759,07        |
| Vohenstrauß                                 | 28.191    | 421,93        |
| Waldmünchen                                 | 20.372    | 264,09        |
| Oberpfalz                                   | 880.171   | 9.644,06      |
| Regierungsbezirk Niederbayern und Oberpfalz | 1.964.621 | 20.400,83     |

| Stadtkreis                  | Einwohner | Fläche in km2 |
| --------------------------- | --------- | ------------- |
| Freising                    | 24.482    | 35,51         |
| Ingolstadt                  | 36.764    | 38,53         |
| München                     | 751.967   | 311,58        |
| Rosenheim                   | 27.286    | 12,60         |
| Landkreis                   | Einwohner | Fläche in km2 |
| Aichach                     | 43.768    | 517,39        |
| Altötting                   | 71.391    | 546,13        |
| Bad Aibling                 | 44.965    | 333,80        |
| Bad Tölz                    | 39.196    | 746,45        |
| Berchtesgaden               | 54.146    | 630,80        |
| Dachau                      | 52.842    | 438,44        |
| Ebersberg                   | 50.042    | 550,72        |
| Eding                       | 64.262    | 772,36        |
| Freising                    | 48.800    | 695,94        |
| Fürstenfeldbruck            | 64.229    | 473,35        |
| Garmisch-Partenkirchen      | 56.405    | 848,59        |
| Ingolstadt                  | 42.745    | 439,66        |
| Landsberg a. Lech           | 57.443    | 631,51        |
| Laufen                      | 56.016    | 555,90        |
| Miesbach                    | 75.938    | 843,87        |
| Mühldorf                    | 60.859    | 634,31        |
| München                     | 75.273    | 521,76        |
| Pfaffenhofen a. d. Ilm      | 53.946    | 560,00        |
| Rosenheim                   | 81.897    | 819,81        |
| Schongau                    | 36.705    | 507,60        |
| Schrobenhausen              | 33.847    | 394,36        |
| Starnberg                   | 58.754    | 455,49        |
| Traunstein                  | 95.644    | 1.177,51      |
| Wasserburg a. Inn           | 54.382    | 651,36        |
| Weilheim                    | 66.136    | 685,67        |
| Wolfratshausen              | 37.725    | 506,83        |
| Regierungsbezirk Oberbayern | 2.317.855 | 16.337,83     |

| Stadtkreis                                     | Einwohner | Fläche in km2 |
| ---------------------------------------------- | --------- | ------------- |
| Bamberg                                        | 74.733    | 26,37         |
| Bayreuth                                       | 55.612    | 32,23         |
| Coburg                                         | 42.390    | 23,33         |
| Hof                                            | 54.645    | 19,75         |
| Kulmbach                                       | 21.812    | 24,67         |
| Neustadt b. Coburg                             | 11.933    | 9,42          |
| Selb                                           | 17.380    | 11,94         |
| Landkreis                                      | Einwohner | Fläche in km2 |
| Bamberg                                        | 76.253    | 909,66        |
| Bayreuth                                       | 48.234    | 550,42        |
| Coburg                                         | 61.144    | 502,22        |
| Ebermannstadt                                  | 31.433    | 429,82        |
| Forchheim                                      | 59.048    | 421,50        |
| Höchstadt a. d. Aisch                          | 43.871    | 475,65        |
| Hof                                            | 33.363    | 298,73        |
| Kronach                                        | 77.647    | 622,91        |
| Kulmbach                                       | 38.659    | 420,16        |
| Lichtenfels                                    | 54.735    | 368,66        |
| Münchberg                                      | 43.533    | 297,10        |
| Naila                                          | 38.898    | 233,96        |
| Pegnitz                                        | 39.455    | 560,11        |
| Rehau                                          | 27.051    | 257,06        |
| Stadtsteinach                                  | 22.731    | 228,25        |
| Staffelstein                                   | 27.307    | 311,65        |
| Wunsiedel                                      | 74.285    | 467,40        |
| Oberfranken                                    | 1.076.152 | 7.502,97      |
| Stadtkreis                                     | Einwohner | Fläche in km2 |
| Ansbach                                        | 31.745    | 9,04          |
| Erlangen                                       | 45.536    | 27,74         |
| Fürth                                          | 95.369    | 44,54         |
| Nürnberg                                       | 312.338   | 123,02        |
| Landkreis                                      | Einwohner | Fläche in km2 |
| Ansbach                                        | 53.503    | 630,83        |
| Dinkelsbühl                                    | 39.841    | 407,77        |
| Eichstätt                                      | 44.228    | 619,17        |
| Erlangen                                       | 23.079    | 219,79        |
| Feuchtwangen                                   | 39.158    | 453,22        |
| Fürth                                          | 49.192    | 304,17        |
| Gunzenhausen                                   | 45.637    | 513,73        |
| Hersbruck                                      | 35.955    | 289,10        |
| Hilpoltstein                                   | 34.108    | 521,31        |
| Lauf (Pegnitz)                                 | 42.345    | 182,57        |
| Neustadt a. d. Aisch                           | 43.377    | 493,08        |
| Nürnberg                                       | 40.757    | 293,71        |
| Rothenburg ob der Tauber                       | 36.561    | 472,31        |
| Scheinfeld                                     | 26.711    | 393,20        |
| Schwabach                                      | 70.023    | 538,87        |
| Uffenheim                                      | 45.186    | 562,02        |
| Weißenburg i. Bay.                             | 50.356    | 514,35        |
| Mittelfranken                                  | 1.205.005 | 7.618,54      |
| Regierungsbezirk Oberfranken und Mittelfranken | 2.281.157 | 15.121,51     |

| Stadtkreise               | Einwohner | Fläche in km2 |
| ------------------------- | --------- | ------------- |
| Augsburg                  | 160.055   | 86,01         |
| Kempten (Allgäu)          | 37.080    | 22,04         |
| Landkreis                 | Einwohner | Fläche in km2 |
| Augsburg                  | 74.547    | 547,08        |
| Dillingen a. d. Donau     | 64.963    | 620,16        |
| Donauwörth                | 58.261    | 648,89        |
| Friedberg                 | 34.235    | 338,28        |
| Füssen                    | 36.527    | 499,10        |
| Günzburg                  | 59.880    | 425,27        |
| Illertissen               | 38.595    | 300,95        |
| Kaufbeuren                | 56.239    | 524,59        |
| Kempten (Allgäu)          | 51.339    | 604,24        |
| Krumbach (Schwaben)       | 38.450    | 328,28        |
| Markt Oberdorf            | 39.885    | 540,22        |
| Memmingen                 | 76.281    | 579,61        |
| Mindelheim                | 57.785    | 569,84        |
| Neuburg a. d. Donau       | 59.816    | 661,64        |
| Neu-Ulm                   | 54.154    | 350,07        |
| Nördlingen                | 56.392    | 536,00        |
| Schwabmünchen             | 38.764    | 362,48        |
| Sonthofen                 | 64.044    | 978,56        |
| Wertingen                 | 36.587    | 365,08        |
| Regierungsbezirk Schwaben | 1.193.879 | 9.889,39      |

| Stadtkreis                    | Einwohner | Fläche in km2 |
| ----------------------------- | --------- | ------------- |
| Aschaffenburg                 | 36.383    | 48,91         |
| Schweinfurt                   | 37.331    | 32,77         |
| Würzburg                      | 55.604    | 56,80         |
| Landkreis                     | Einwohner | Fläche in km2 |
| Alzenau i. UFr.               | 40.436    | 261,81        |
| Aschaffenburg                 | 55.378    | 366,17        |
| Bad Kissingen                 | 55.986    | 467,88        |
| Bad Neustadt a. d. Saale      | 31.366    | 368,07        |
| Brückenau                     | 20.372    | 338,95        |
| Ebern                         | 26.701    | 367,52        |
| Gemünden                      | 21.581    | 344,89        |
| Gerolzhofen                   | 44.767    | 478,17        |
| Hammelburg                    | 27.316    | 362,68        |
| Haßfurt                       | 43.470    | 427,85        |
| Hofheim i. UFr.               | 22.732    | 299,75        |
| Karlstadt                     | 41.108    | 468,50        |
| Kitzingen                     | 56.934    | 358,87        |
| Königshofen i. Grabfeld       | 21.296    | 300,50        |
| Lohr                          | 33.525    | 384,08        |
| Marktheidenfeld               | 40.724    | 466,18        |
| Mellrichstadt                 | 24.080    | 326,34        |
| Miltenberg                    | 35.189    | 347,09        |
| Obernburg                     | 47.397    | 314,87        |
| Ochsenfurt                    | 40.489    | 372,45        |
| Schweinfurt                   | 55.279    | 487,77        |
| Würzburg                      | 65.456    | 439,47        |
| Regierungsbezirk Unterfranken | 980.900   | 8.488,34      |

### (Groß-)Berlin (Viersektorenstadt)
Berlin war eine 4 Sektoren-Stadt, in der die 4 Besatzungsmächte USA, UdSSR, das Vereinigte Königreich Großbritannien und Nordirland und Frankreich jeweils einen Sektor verwalteten. Unter der Bezeichnung Groß-Berlin war die Stadt ein Stadtstaat. Groß-Berlin wurde in 20 Stadtbezirke eingeteilt.
| Sektor                | Einwohner | Fläche in km2 |
| --------------------- | --------- | ------------- |
| Amerikanischer Sektor | 979.846   | 210,81        |
| Britischer Sektor     | 605.287   | 165,51        |
| Französischer Sektor  | 427.755   | 110,78        |
| Sowjetischer Sektor   | 1.174.582 | 402,81        |
| Berlin zusammen       | 3.187.470 | 889,91        |

### Brandenburg (Sowjetische Zone)
Die preußische Provinz Brandenburg ohne die Gebiete östlich der Oder und Neiße fiel an die sowjetische Besatzungszone. Aus der preußischen Provinz Brandenburg wurde das Land Brandenburg gebildet. Die Regierungsbezirke Potsdam und Frankfurt (Oder) wurden aufgelöst.
| Stadtkreis                      | Einwohner | Fläche in km2 |
| ------------------------------- | --------- | ------------- |
| Brandenburg (Havel)             | 70.632    | 120,75        |
| Cottbus                         | 49.131    | 30,20         |
| Eberswalde                      | 30.186    | 70,76         |
| Forst (Lausitz)                 | 29.829    | 41,27         |
| Frankfurt (Oder)                | 51.577    | 143,22        |
| Guben                           | 25.297    | 9,72          |
| Potsdam                         | 113.568   | 162,31        |
| Rathenow                        | 27.566    | 43,19         |
| Wittenberge                     | 31.485    | 20,89         |
| Landkreis (ggf. Sitz)           | Einwohner | Fläche in km2 |
| Angermünde                      | 76.022    | 1.326,37      |
| Beeskow-Storkow (in Beeskow)    | 73.521    | 1.246,45      |
| Calau                           | 130.548   | 989,33        |
| Cottbus                         | 76.343    | 918,85        |
| Guben                           | 35.192    | 603,69        |
| Lebus                           | 98.469    | 1.470,13      |
| Luckau (Nd. Lausitz)            | 101.333   | 1.296,41      |
| Luckenwalde                     | 101.037   | 1.329,29      |
| Lübben (Spreewald)              | 43.896    | 1.040,44      |
| Niederbarnim (in Bernau)        | 222.992   | 1.382,17      |
| Oberbarnim (in Bad Freienwalde) | 100.838   | 1.272,77      |
| Osthavelland (in Nauen)         | 143.292   | 1.038,85      |
| Ostprignitz (in Kyritz)         | 98.673    | 1.786,44      |
| Prenzlau                        | 73.490    | 1.131,19      |
| Ruppin (in Neuruppin)           | 124.836   | 1.929,47      |
| Spremberg (Lausitz)             | 49.422    | 422,38        |
| Teltow (in Mahlow)              | 175.551   | 1.264,45      |
| Templin                         | 72.094    | 1.436,04      |
| Westhavelland (in Rathenow)     | 64.717    | 1.159,34      |
| Westprignitz (in Perleberg)     | 88.487    | 1.441,48      |
| Zauch-Belzig (in Belzig)        | 134.652   | 1.848,57      |

### Freie Hansestadt Bremen
Die Stadt Bremen und der dazugehörige Hafen Bremerhaven kamen 1945 zur Amerikanischen Besatzungszone. 1947 kamen auch die Stadt Wesermünde mit der 1939 vereinigten Stadt Bremerhaven, die bis dahin zur Freien Hansestadt Bremen als Stadtgemeinde gehörte, von dem Land Hannover an das Land Freie Hansestadt Bremen. Wesermünde wurde in Bremerhaven umbenannt und eine Stadtgemeinde.
| Stadtkreis  | Einwohner | Fläche in km2 |
| ----------- | --------- | ------------- |
| Bremen      | 385.266   | 324,16        |
| Bremerhaven | 99.208    | 79,61         |

### Freie und Hansestadt Hamburg (Britische Besatzungszone)
Die Freie und Hansestadt Hamburg gehörte der britischen Besatzungszone an.
| Stadt   | Einwohner | Fläche in km2 |
| ------- | --------- | ------------- |
| Hamburg | 1.403.300 | 746,62        |

### Hessen (Amerikanische Zone)
Die bisherigen preußischen Provinzen Kurhessen und Nassau, die 1944 aus der Provinz Hessen-Nassau gebildet wurde, ohne Teile im Westerwald und das Land Hessen-Darmstadt ohne die linksrheinischen Gebiete der Provinz Rheinhessen kamen 1945 an die US-amerikanische Besatzungszone. Rechtsrheinische Gebiete von Rheinhessen fielen an die amerikanische Besatzungszone. 1945 wurde es den ehemals preußischen Provinzen Kurhessen, Nassau und dem Land Hessen-Darmstadt ohne der linksrheinischen Gebiete in der französischen Besatzungszone und der Exklave Bad Wimpfen das Land Hessen gebildet.
| Stadtkreis                              | Einwohner | Fläche in km2 |
| --------------------------------------- | --------- | ------------- |
| Darmstadt                               | 76.266    | 116,44        |
| Gießen                                  | 39.709    | 57,50         |
| Offenbach a. Main                       | 75.479    | 47,21         |
| Landkreis (ggf. Sitz)                   | Einwohner | Fläche in km2 |
| Alsfeld                                 | 62.991    | 693,34        |
| Bergstraße (in Heppenheim (Bergstraße)) | 160.908   | 722,26        |
| Büdingen                                | 87.693    | 729,80        |
| Darmstadt                               | 78.883    | 289,65        |
| Dieburg                                 | 84.443    | 458,28        |
| Erbach                                  | 66.053    | 593,15        |
| Friedberg                               | 131.576   | 572,98        |
| Gießen                                  | 101.278   | 638,45        |
| Groß-Gerau                              | 110.681   | 458,71        |
| Lauterbach                              | 48.686    | 594,38        |
| Offenbach a. Main                       | 119.093   | 330,85        |
| Regierungsbezirk Darmstadt              | 1.243.739 | 6.303,00      |

| Stadtkreis                     | Einwohner | Fläche in km2 |
| ------------------------------ | --------- | ------------- |
| Fulda                          | 37.190    | 18,79         |
| Kassel                         | 127.568   | 105,17        |
| Marburg a. d. Lahn             | 37.382    | 22,00         |
| Landkreis (ggf. Sitz)          | Einwohner | Fläche in km2 |
| Eschwege                       | 70.536    | 502,06        |
| Frankenberg (Eder)             | 52.938    | 725,09        |
| Fritzlar-Homberg (in Fritzlar) | 87.746    | 661,90        |
| Fulda                          | 94.631    | 952,30        |
| Hersfeld                       | 68.314    | 499,77        |
| Hofgeismar                     | 65.896    | 610,38        |
| Hünfeld                        | 37.240    | 445,07        |
| Kassel                         | 66.550    | 315,67        |
| Marburg a. d. Lahn             | 92.991    | 875,91        |
| Melsungen                      | 51.980    | 389,01        |
| Rotenburg i. Hessen            | 61.027    | 554,84        |
| Waldeck (in Korbach)           | 89.553    | 1.088,40      |
| Witzenhausen                   | 54.159    | 428,37        |
| Wolfhagen                      | 41.667    | 419,28        |
| Ziegenhain                     | 60.153    | 585,64        |
| Regierungsbezirk Kassel        | 1.197.521 | 9.199,65      |

| Stadtkreis                                                 | Einwohner | Fläche in km2 |
| ---------------------------------------------------------- | --------- | ------------- |
| Frankfurt a. Main                                          | 424.065   | 194,68        |
| Hanau                                                      | 22.067    | 19,71         |
| Wiesbaden                                                  | 188.370   | 163,81        |
| Landkreis (ggf. Sitz)                                      | Einwohner | Fläche in km2 |
| Biedenkopf                                                 | 57.365    | 406,77        |
| Dillkreis (in Dillenburg)                                  | 83.600    | 514,62        |
| Gelnhausen                                                 | 76.445    | 643,82        |
| Hanau                                                      | 76.253    | 282,39        |
| Limburg a. d. Lahn                                         | 78.681    | 368,69        |
| Main-Taunus-Kreis (in Frankfurt am Main, Stadtteil Höchst) | 92.646    | 306,48        |
| Oberlahnkreis (in Weilburg)                                | 59.065    | 392,12        |
| Obertaunuskreis (in Bad Homburg vor der Höhe)              | 73.699    | 153,46        |
| Rheingaukreis (in Rüdesheim)                               | 52.681    | 271,72        |
| Schlüchtern                                                | 46.739    | 462,78        |
| Untertaunuskreis (in Bad Schwalbach)                       | 52.995    | 504,73        |
| Usingen                                                    | 26.936    | 288,14        |
| Wetzlar                                                    | 120.748   | 640,12        |
| Regierungsbezirk Wiesbaden                                 | 1.532.355 | 5.614,04      |

### Mecklenburg (Sowjetische Zone)
Das Land Mecklenburg und die Gebiete Vorpommerns westlich der Oder ohne das Stettiner Gebiet der preußischen Provinz Pommern kamen zur sowjetischen Besatzungszone. Das nördlich der Elbe gelegen hannoveraner Amt Neuhaus kam ebenfalls zur sowjetischen Besatzungszone. Aus dem Land Mecklenburg, dem Amt Neuhaus und den bei der sowjetischen Besatzungszone verbliebenen Teil Vorpommern wurde das Land Mecklenburg.
| Stadtkreis                 | Einwohner | Fläche in km2 |
| -------------------------- | --------- | ------------- |
| Greifswald                 | 43.590    | 34,20         |
| Güstrow                    | 32.899    | 52,62         |
| Rostock                    | 114.869   | 140,09        |
| Schwerin                   | 88.164    | 80,16         |
| Stralsund                  | 50.389    | 38,20         |
| Wismar                     | 42.018    | 38,23         |
| Landkreis (ggf. Sitz)      | Einwohner | Fläche in km2 |
| Anklam                     | 53.714    | 651,01        |
| Demmin                     | 91.717    | 967,76        |
| Greifswald                 | 69.692    | 930,09        |
| Grimmen                    | 75.537    | 938,37        |
| Güstrow                    | 105.576   | 1.597,80      |
| Hagenow                    | 107.058   | 1.483,33      |
| Ludwigslust                | 82.212    | 1.005,41      |
| Malchin                    | 98.792    | 1.312,54      |
| Neubrandenburg             | 77.112    | 1.081,60      |
| Neustrelitz                | 70.972    | 1.013,27      |
| Parchim                    | 100.005   | 1.275,02      |
| Randow (in Löcknitz)       | 42.383    | 599,61        |
| Rostock                    | 133.811   | 1.415,04      |
| Rügen (in Bergen a. Rügen) | 90.740    | 954,28        |
| Schönberg                  | 84.458    | 920,84        |
| Schwerin                   | 73.524    | 1.212,16      |
| Stralsund                  | 90.655    | 1.078,30      |
| Ueckermünde                | 72.986    | 854,21        |
| Usedom (in Ahlbeck)        | 38.086    | 354,20        |
| Waren                      | 90.827    | 1.814,63      |
| Wismar                     | 86.949    | 1.094,81      |

### Niedersachsen (Britische Zone)
Die Länder Hannover ohne das nördlich der Elbe gelegenen Amt Neuhaus, Braunschweig ohne die Exklave Calvörde und der Ostteil des Landkreises Blankenburg, Oldenburg und Schaumburg Lippe kamen nach dem Ende des Zweiten Weltkriegs zur britischen Besatzungszone. Am 1. November 1946 wurden die Länder Hannover, Braunschweig, Oldenburg und Schaumburg-Lippe zum Land Niedersachsen zusammengeschlossen. Niedersachsen gliederte sich in 6 Regierungsbezirke und die beiden Verwaltungsbezirke Braunschweig und Oldenburg, die auch die Verwaltung des Vermögens der Länder Braunschweig und Oldenburg übernahmen. Am 21. Januar 1947 kam der Stadtkreis Wesermünde an das Bundesland Freie Hansestadt Bremen und wurde in Bremerhaven umbenannt. Der Landkreis Wesermünde blieb bei Niedersachsen. Die Kreisverwaltung blieb in Bremerhaven.
| Stadtkreis              | Einwohner | Fläche in km2 |
| ----------------------- | --------- | ------------- |
| Emden                   | 31.420    | 48,92         |
| Landkreis               | Einwohner | Fläche in km2 |
| Aurich (Ostfriesland)   | 69.311    | 627,12        |
| Leer                    | 126.050   | 1.061,15      |
| Norden                  | 79.541    | 642,58        |
| Wittmund                | 58.136    | 739,52        |
| Regierungsbezirk Aurich | 364.458   | 3.119,29      |

| Stadtkreis                            | Einwohner | Fläche in km2 |
| ------------------------------------- | --------- | ------------- |
| Braunschweig                          | 181.375   | 76,38         |
| Goslar                                | 35.663    | 65,44         |
| Watenstedt-Salzgitter                 | 93.260    | 208,61        |
| Landkreis (ggf. Sitz)                 | Einwohner | Fläche in km2 |
| Blankenburg, Restkreis (in Braunlage) | 16.987    | 130,99        |
| Braunschweig                          | 67.845    | 427,46        |
| Gandersheim                           | 85.731    | 513,71        |
| Goslar                                | 47.426    | 304,62        |
| Helmstedt                             | 116.329   | 685,97        |
| Wolfenbüttel                          | 138.334   | 649,31        |
| Verwaltungsbezirk Braunschweig        | 782.950   | 3.062,49      |

| Stadtkreis                         | Einwohner | Fläche in km2 |
| ---------------------------------- | --------- | ------------- |
| Hameln                             | 41.402    | 37,79         |
| Hannover                           | 354.955   | 134,29        |
| Landkreis (ggf. Sitz)              | Einwohner | Fläche in km2 |
| Bückeburg                          | 34.748    | 119,83        |
| Grafschaft Diepholz (in Diepholz)  | 79.288    | 1.161,56      |
| Grafschaft Hoya (in Syke)          | 125.820   | 1.208,70      |
| Grafschaft Schaumburg (in Rinteln) | 88.014    | 440,91        |
| Hameln-Pyrmont (in Hameln)         | 92.505    | 577,19        |
| Hannover                           | 136.380   | 499,17        |
| Neustadt am Rübenberge             | 69.076    | 583,44        |
| Nienburg (Weser)                   | 106.573   | 1.163,56      |
| Springe                            | 64.879    | 407,82        |
| Stadthagen                         | 43.351    | 220,46        |
| Regierungsbezirk Hannover          | 1.236.991 | 6.554,72      |

| Stadtkreis                            | Einwohner | Fläche in km2 |
| ------------------------------------- | --------- | ------------- |
| Göttingen                             | 68.577    | 26,31         |
| Hildesheim                            | 58.973    | 32,33         |
| Landkreis (ggf. Sitz)                 | Einwohner | Fläche in km2 |
| Alfeld                                | 92.934    | 487,72        |
| Duderstadt                            | 40.091    | 224,03        |
| Einbeck                               | 45.915    | 310,07        |
| Göttingen                             | 59.733    | 480,99        |
| Hildesheim-Marienburg (in Hildesheim) | 122.712   | 643,23        |
| Holzminden                            | 92.612    | 600,64        |
| Münden (Hannover) (in Hann. Münden)   | 44.382    | 326,43        |
| Northeim                              | 103.611   | 748,76        |
| Osterode a. Harz                      | 84.147    | 392,50        |
| Peine                                 | 101.385   | 395,66        |
| Zellerfeld (in Clausthal-Zellerfeld)  | 39.474    | 533,10        |
| Regierungsbezirk Hildesheim           | 954.546   | 5.201,77      |

| Stadtkreis                 | Einwohner | Fläche in km2 |
| -------------------------- | --------- | ------------- |
| Celle                      | 52.281    | 35,21         |
| Lüneburg                   | 49.169    | 41,42         |
| Landkreis (ggf. Sitz)      | Einwohner | Fläche in km2 |
| Burgdorf                   | 103.988   | 824,35        |
| Celle                      | 90.546    | 1.546,39      |
| Dannenberg                 | 68.984    | 1.204,34      |
| Fallingbostel              | 68.049    | 957,63        |
| Gifhorn                    | 127.262   | 1.641,86      |
| Harburg (in Winsen (Luhe)) | 116.038   | 1.348,04      |
| Lüneburg                   | 62.271    | 1.001,40      |
| Soltau                     | 57.485    | 923,69        |
| Uelzen (in Oldenstadt)     | 110.017   | 1.445,00      |
| Regierungsbezirk Lüneburg  | 906.090   | 10.969,33     |

| Stadtkreis                  | Einwohner | Fläche in km2 |
| --------------------------- | --------- | ------------- |
| Delmenhorst                 | 48.742    | 42,98         |
| Oldenburg i. Oldenburg      | 107.473   | 101,13        |
| Wilhelmshaven               | 89.717    | 50,18         |
| Landkreis (ggf. Sitz)       | Einwohner | Fläche in km2 |
| Ammerland (in Westerstede)  | 68.917    | 708,68        |
| Cloppenburg                 | 90.496    | 1.364,81      |
| Friesland (in Jever)        | 86.655    | 630,81        |
| Oldenburg                   | 70.570    | 892,11        |
| Vechta                      | 75.328    | 759,97        |
| Wesermarsch (in Brake)      | 107.284   | 849,10        |
| Verwaltungsbezirk Oldenburg | 745.182   | 5.399,77      |

| Stadtkreis                          | Einwohner | Fläche in km2 |
| ----------------------------------- | --------- | ------------- |
| Osnabrück                           | 88.663    | 56,47         |
| Landkreis                           | Einwohner | Fläche in km2 |
| Aschendorf-Hümmling (in Aschendorf) | 64.685    | 1.145,38      |
| Bersenbrück                         | 84.530    | 1.054,28      |
| Grafschaft Bentheim (in Nordhorn)   | 82.309    | 915,91        |
| Lingen                              | 62.420    | 816,22        |
| Melle                               | 42.146    | 254,01        |
| Meppen                              | 54.419    | 1.037,87      |
| Osnabrück                           | 112.201   | 611,12        |
| Wittlage                            | 30.145    | 314,09        |
| Regierungsbezirk Osnabrück          | 621.518   | 6.205,35      |

| Stadtkreis                          | Einwohner | Fläche in km2 |
| ----------------------------------- | --------- | ------------- |
| Cuxhaven                            | 42.542    | 36,01         |
| Landkreis                           | Einwohner | Fläche in km2 |
| Bremervörde                         | 75.797    | 1.240,59      |
| Land Hadeln (in Otterndorf)         | 73.178    | 863,72        |
| Osterholz (in Osterholz-Scharmbeck) | 70.191    | 610,77        |
| Rotenburg (Hannover)                | 56.233    | 840,24        |
| Stade                               | 138.016   | 1.264,46      |
| Verden                              | 81.142    | 681,66        |
| Wesermünde (in Bremerhaven)         | 78.479    | 1.167,60      |
| Regierungsbezirk Stade              | 615.578   | 6.705,05      |

### Nordrhein-Westfalen (Britische Zone)
Der nördliche Teil der preußischen Rheinprovinz mit den Regierungsbezirken Aachen, Düsseldorf und Köln, die preußische Provinz Westfalen und das Land Lippe kamen 1945 zur Britischen Besatzungszone. Am 23. August 1946 wurde durch Zusammenschluss des nördlichen Teils der Rheinprovinz und Westfalen das Land Nordrhein-Westfalen gegründet. Am 21. Januar 1947 wurde das Land Lippe in das Land Nordrhein-Westfalen eingegliedert. Die beiden lippischen Landkreise Detmold und Lemgo wurden dem Regierungsbezirk Minden zugeordnet, der in Minden-Lippe umbenannt wurde. Am 1. April 1947 wurde die Bezirksregierung nach Detmold verlegt und am 2. Juni 1947 wurde der Regierungsbezirk in Regierungsbezirk Detmold umbenannt.
| Stadtkreis                                 | Einwohner | Fläche in km2 |
| ------------------------------------------ | --------- | ------------- |
| Aachen                                     | 110.462   | 58,51         |
| Landkreis (ggf. Sitz)                      | Einwohner | Fläche in km2 |
| Aachen                                     | 189.727   | 337,48        |
| Düren                                      | 101.257   | 548,83        |
| Erkelenz                                   | 59.130    | 319,81        |
| Geilenkirchen-Heinsberg (in Geilenkirchen) | 86.235    | 397,14        |
| Jülich                                     | 46.781    | 324,85        |
| Monschau                                   | 22.168    | 294,62        |
| Schleiden                                  | 55.632    | 875,03        |
| Regierungsbezirk Aachen                    | 671.392   | 3.156,27      |

| Stadtkreis                    | Einwohner | Fläche in km2 |
| ----------------------------- | --------- | ------------- |
| Bochum                        | 246.477   | 121,35        |
| Castrop-Rauxel                | 58.292    | 44,07         |
| Dortmund                      | 436.491   | 271,53        |
| Hagen (Westf.)                | 126.516   | 87,33         |
| Hamm (Westf.)                 | 49.751    | 24,76         |
| Herne                         | 97.389    | 30,05         |
| Iserlohn                      | 42.216    | 24,17         |
| Lüdenscheid                   | 49.926    | 12,52         |
| Lünen                         | 51.989    | 37,39         |
| Siegen                        | 29.922    | 21,59         |
| Wanne-Eickel                  | 73.756    | 21,30         |
| Wattenscheid                  | 59.525    | 23,90         |
| Witten                        | 69.384    | 46,40         |
| Landkreis (ggf. Sitz)         | Einwohner | Fläche in km2 |
| Altena                        | 132.372   | 652,24        |
| Arnsberg                      | 107.807   | 679,25        |
| Brilon                        | 73.248    | 789,81        |
| Ennepe-Ruhrkreis (in Schwelm) | 196.061   | 413,70        |
| Iserlohn                      | 143.048   | 355,39        |
| Lippstadt                     | 84.143    | 500,48        |
| Meschede                      | 73.095    | 782,33        |
| Olpe                          | 81.987    | 617,19        |
| Siegen                        | 129.468   | 627,82        |
| Soest                         | 96.593    | 531,54        |
| Unna                          | 169.742   | 452,81        |
| Wittgenstein (in Berleburg)   | 41.475    | 487,79        |
| Regierungsbezirk Arnsberg     | 2.720.673 | 7.656,71      |

| Stadtkreis               | Einwohner | Fläche in km2 |
| ------------------------ | --------- | ------------- |
| Bielefeld                | 132.276   | 46,84         |
| Herford                  | 43.940    | 25,07         |
| Landkreis (ggf. Sitz)    | Einwohner | Fläche in km2 |
| Bielefeld                | 92.429    | 227,37        |
| Büren                    | 63.674    | 766,40        |
| Detmold                  | 127.665   | 634,34        |
| Halle (Westf.)           | 53.700    | 304,59        |
| Herford                  | 151.355   | 413,38        |
| Höxter                   | 95.026    | 718,15        |
| Lemgo (in Brake i. L.)   | 123.396   | 580,88        |
| Lübbecke                 | 75.807    | 563,78        |
| Minden                   | 161.843   | 593,15        |
| Paderborn                | 94.364    | 596,57        |
| Warburg                  | 51.588    | 512,99        |
| Wiedenbrück              | 116.524   | 500,09        |
| Regierungsbezirk Detmold | 1.383.587 | 6.483,60      |

| Stadtkreis                               | Einwohner | Fläche in km2 |
| ---------------------------------------- | --------- | ------------- |
| Düsseldorf                               | 420.909   | 158,69        |
| Duisburg                                 | 356.408   | 143,98        |
| Essen                                    | 524.728   | 188,46        |
| Krefeld                                  | 150.354   | 112,64        |
| Mülheim a. d. Ruhr                       | 132.370   | 88,11         |
| München-Gladbach                         | 110.444   | 97,18         |
| Neuß                                     | 54.961    | 52,64         |
| Oberhausen                               | 174.117   | 77,02         |
| Remscheid                                | 92.928    | 64,62         |
| Rheydt                                   | 68.921    | 44,97         |
| Solingen                                 | 133.001   | 79,96         |
| Viersen                                  | 32.963    | 31,36         |
| Wuppertal                                | 325.846   | 148,80        |
| Landkreis (ggf. Sitz)                    | Einwohner | Fläche in km2 |
| Dinslaken                                | 68.048    | 221,27        |
| Düsseldorf-Mettmann (in Düsseldorf)      | 216.477   | 434,55        |
| Geldern                                  | 65.143    | 510,87        |
| Grevenbroich                             | 128.064   | 510,65        |
| Kempen-Krefeld (in Kempen (Niederrhein)) | 164.745   | 531,36        |
| Kleve                                    | 77.340    | 513,49        |
| Moers                                    | 202.518   | 563,01        |
| Rees (in Wesel)                          | 71.802    | 524,25        |
| Rhein-Wupper-Kreis (in Opladen)          | 189.554   | 408,80        |
| Regierungsbezirk Düsseldorf              | 3.761.641 | 5.506,68      |

| Stadtkreis                                   | Einwohner | Fläche in km2 |
| -------------------------------------------- | --------- | ------------- |
| Bonn                                         | 94.694    | 31,28         |
| Köln                                         | 491.380   | 251,11        |
| Landkreis (ggf. Sitz)                        | Einwohner | Fläche in km2 |
| Bergheim (Erft)                              | 80.974    | 364,82        |
| Bonn                                         | 127.399   | 441,11        |
| Euskirchen                                   | 83.687    | 588,04        |
| Köln                                         | 128.420   | 288,29        |
| Oberbergischer Kreis (in Gummersbach)        | 116.360   | 565,25        |
| Rheinbergischer Kreis (in Bergisch Gladbach) | 147.726   | 620,26        |
| Siegkreis (in Siegburg)                      | 190.464   | 827,32        |
| Regierungsbezirk Köln                        | 1.461.104 | 3.977,48      |

| Stadtkreis                   | Einwohner | Fläche in km2 |
| ---------------------------- | --------- | ------------- |
| Bocholt                      | 30.188    | 18,91         |
| Bottrop                      | 80.724    | 42,01         |
| Gelsenkirchen                | 265.793   | 104,34        |
| Gladbeck                     | 61.497    | 35,83         |
| Münster (Westf.)             | 86.366    | 67,17         |
| Recklinghausen               | 89.787    | 65,89         |
| Landkreis (ggf. Sitz)        | Einwohner | Fläche in km2 |
| Ahaus                        | 91.216    | 683,70        |
| Beckum                       | 126.824   | 687,16        |
| Borken                       | 73.491    | 632,04        |
| Coesfeld                     | 70.186    | 611,85        |
| Lüdinghausen                 | 112.064   | 697,02        |
| Münster i. Westf.            | 83.343    | 793,47        |
| Recklinghausen               | 214.472   | 714,13        |
| Steinfurt (in Burgsteinfurt) | 142.979   | 770,79        |
| Tecklenburg                  | 107.962   | 811,92        |
| Warendorf                    | 57.017    | 558,93        |
| Regierungsbezirk Münster     | 1.693.909 | 7.295,16      |

### Rheinland-Pfalz (Französische Zone)
Die beiden südlichen Regierungsbezirke der preußischen Rheinprovinz Koblenz und Trier, der bayerische Regierungsbezirk Pfalz, die linksrheinische hessen-darmstädter Provinz Rheinhessen ohne rechtsrheinische Gebiete und die hessisch-nassauischen Landkreise Unterwesterwaldkreis, Oberwesterwaldkreis, Unterlahnkreis und Landkreis St. Goarshausen fielen im Juli 1945 an die Französische Besatzungszone. Aus der Französischen Besatzungszone aus Teilen der ehemaligen Rheinprovinz wurden am 18. Juli 1946 Teile an das Saargebiet angeschlossen, das zum französischen Protektorat wurde. 1947 wurden Teile wieder an Rheinland-Pfalz zurückgegliedert. Am 30. August 1946 wurde aus dem Zusammenschluss von Rheinland-Hessen-Nassau und Hessen-Pfalz das Land Rheinpfalz gebildet. Das Land wurde in der von der Beratenden Landesversammlung 1947 und in der Volksabstimmung am 18. Mai 1947 angenommenen Verfassung in Rheinland-Pfalz umbenannt. Es bestand aus den 5 Regierungsbezirken Koblenz, Trier, Montabaur, Rheinhessen und Pfalz.
| Stadtkreis                | Einwohner | Fläche in km2 |
| ------------------------- | --------- | ------------- |
| Koblenz                   | 52.414    | 56,84         |
| Landkreis                 | Einwohner | Fläche in km2 |
| Ahrweiler                 | 66.432    | 714,64        |
| Altenkirchen (Westerwald) | 92.886    | 637,53        |
| Birkenfeld                | 71.965    | 700,77        |
| Cochem                    | 40.952    | 502,26        |
| Koblenz                   | 61.002    | 218,30        |
| Kreuznach                 | 103.980   | 733,48        |
| Mayen                     | 100.897   | 783,56        |
| Neuwied                   | 109.875   | 621,19        |
| Sankt Goar                | 45.919    | 465,62        |
| Simmern                   | 38.497    | 571,15        |
| Zell (Mosel)              | 33.931    | 372,46        |
| Regierungsbezirk Koblenz  | 818.750   | 6.377,80      |

| Landkreis (ggf. Sitz)               | Einwohner | Fläche in km2 |
| ----------------------------------- | --------- | ------------- |
| Oberwesterwaldkreis (in Westerburg) | 59.221    | 579,62        |
| Sankt Goarshausen                   | 48.264    | 379,83        |
| Unterlahnkreis (in Diez)            | 49.828    | 392,68        |
| Unterwesterwaldkreis (in Montabaur) | 62.692    | 428,15        |
| Regierungsbezirk Montabaur          | 220.005   | 1.780,28      |

| Stadtkreis                | Einwohner | Fläche in km2 |
| ------------------------- | --------- | ------------- |
| Frankenthal (Pfalz)       | 22.780    | 36,59         |
| Kaiserslautern            | 75.415    | 55.932        |
| Ludwigshafen a. Rhein     | 106.556   | 68,48         |
| Neustadt a. d. Weinstraße | 23.946    | 17,69         |
| Pirmasens                 | 37.859    | 26,74         |
| Speyer                    | 28.047    | 42,69         |
| Zweibrücken               | 23.099    | 35,81         |
| Landkreis                 | Einwohner | Fläche in km2 |
| Bergzabern                | 39.165    | 453,44        |
| Frankenthal (Pfalz)       | 46.185    | 233,08        |
| Germersheim               | 63.118    | 469,83        |
| Kaiserslautern            | 75.415    | 628,96        |
| Kirchheimbolanden         | 31.966    | 299,47        |
| Kusel                     | 65.662    | 517,86        |
| Landau i. d. Pf.          | 75.635    | 364,94        |
| Ludwigshafen a. Rhein     | 31.331    | 129,90        |
| Neustadt a. d. Weinstraße | 77.837    | 519,02        |
| Pirmasens                 | 61.364    | 725,88        |
| Rockenhausen              | 39.235    | 438,20        |
| Speyer                    | 26.793    | 110,24        |
| Zweibrücken               | 26.578    | 252,51        |
| Regierungsbezirk Pfalz    | 958.503   | 5.467,24      |

| Stadtkreis                   | Einwohner | Fläche in km2 |
| ---------------------------- | --------- | ------------- |
| Mainz                        | 75.020    | 45,81         |
| Worms                        | 47.074    | 53,43         |
| Landkreis                    | Einwohner | Fläche in km2 |
| Alzey                        | 58.687    | 417,56        |
| Bingen                       | 61.668    | 265,80        |
| Mainz                        | 63.404    | 229,21        |
| Worms                        | 43.432    | 256,94        |
| Regierungsbezirk Rheinhessen | 349.285   | 1.338,75      |

| Stadtkreis                      | Einwohner | Fläche in km2 |
| ------------------------------- | --------- | ------------- |
| Trier                           | 63.420    | 57,88         |
| Landkreis (ggf. Sitz)           | Einwohner | Fläche in km2 |
| Bernkastel (in Bernkastel-Kues) | 51.666    | 667,73        |
| Bitburg                         | 48.654    | 780,65        |
| Daun                            | 37.029    | 611,02        |
| Prüm                            | 35.654    | 916,99        |
| Saarburg                        | 37.104    | 394,00        |
| Trier                           | 74.420    | 821,87        |
| Wittlich                        | 48.261    | 642,01        |
| Regierungsbezirk Trier          | 396.208   | 4.892,15      |

### Sachsen (Sowjetische Zone)
Das Land Sachsen fiel nach Ende des Zweiten Weltkriegs 1945 an die Sowjetische Besatzungszone. Gebiete der bisher preußischen Provinz Niederschlesien westlich der Neiße fielen ebenfalls an die sowjetische Besatzungszone. 1945 wurden diese Gebiete mit Sachsen zusammengeschlossen. Die bisherigen Regierungsbezirke wurden abgeschafft.
| Stadtkreis     | Einwohner | Fläche in km2 |
| -------------- | --------- | ------------- |
| Chemnitz       | 250.188   | 77,65         |
| Dresden        | 467.966   | 127,89        |
| Görlitz        | 85.686    | 15,26         |
| Leipzig        | 607.655   | 141,42        |
| Plauen         | 84.778    | 36,23         |
| Zwickau        | 122.862   | 44,97         |
| Landkreis      | Einwohner | Fläche in km2 |
| Annaberg       | 114.370   | 434,18        |
| Aue            | 155.140   | 516,28        |
| Auerbach       | 125.998   | 428,43        |
| Bautzen        | 165.767   | 827,89        |
| Borna          | 133.974   | 603,87        |
| Chemnitz       | 165.722   | 279,54        |
| Dippoldiswalde | 80.071    | 644,70        |
| Döbeln         | 148.767   | 528,22        |
| Dresden        | 232.757   | 537,86        |
| Flöha          | 111.832   | 384,28        |
| Freiberg       | 137.481   | 643,59        |
| Glauchau       | 177.921   | 339,45        |
| Grimma         | 149.202   | 842,77        |
| Großenhain     | 136.222   | 768,88        |
| Hoyerswerda    | 65.667    | 869,83        |
| Kamenz         | 88.996    | 689,85        |
| Leipzig        | 169.161   | 358,96        |
| Löbau          | 129.918   | 531,66        |
| Marienberg     | 73.081    | 397,32        |
| Meißen         | 169.946   | 696,47        |
| Niesky         | 115.797   | 1.251,80      |
| Oelsnitz       | 76.540    | 447,31        |
| Oschatz        | 84.381    | 565,58        |
| Pirna          | 201.578   | 912,89        |
| Plauen         | 111.980   | 489,63        |
| Rochlitz       | 153.940   | 520,87        |
| Stollberg      | 92.012    | 199,90        |
| Zittau         | 119.545   | 287,00        |
| Zwickau        | 203.917   | 549,49        |

### Sachsen-Anhalt (Sowjetische Zone)
Die bisherigen preußischen Provinzen Magdeburg und Halle-Merseburg, das Land Anhalt und die braunschweigischen Enklaven Calvörde und der Großteil des Landkreises Blankenburg kamen 1945 zur Sowjetischen Besatzungszone. 1945 wurde das Land Provinz Sachsen aus diesen Gebieten und den Anschluss der thüringischen Enklave Allstedt gegründet. Im Oktober 1946 wurde es in Provinz Sachsen-Anhalt umbenannt und erhielt am 21. Juli 1947 den Namen Sachsen-Anhalt. Am 23. Juli 1945 wurden die Regierungsbezirke Magdeburg und Merseburg wiedererrichtet und Dessau neuerrichtet. Am 30. Juni 1947 wurden die Regierungsbezirke aufgelöst.

Verwaltungsgliederung mit den Regierungsbezirken Magdeburg, Dessau und Merseburg: vgl.
| Stadtkreis                         | Einwohner | Fläche in km2 |
| ---------------------------------- | --------- | ------------- |
| Aschersleben                       | 42.196    | 52,96         |
| Bernburg                           | 53.367    | 46,67         |
| Dessau                             | 88.139    | 76,17         |
| Köthen (Anhalt)                    | 42.588    | 24,66         |
| Quedlinburg                        | 35.142    | 78,15         |
| Zerbst                             | 19.237    | 39,66         |
| Landkreis (ggf. Sitz)              | Einwohner | Fläche in km2 |
| Ballenstedt                        | 43.964    | 295,41        |
| Bernburg-Land                      | 64.567    | 327,07        |
| Calbe (Saale)                      | 117.731   | 509,78        |
| Dessau-Köthen (in Köthen (Anhalt)) | 104.812   | 694,25        |
| Quedlinburg-Land                   | 63.886    | 324,70        |
| Zerbst-Land                        | 66.947    | 855,06        |
| Regierungsbezirk Dessau            | 742.576   | 2.554,54      |

| Stadtkreis                           | Einwohner | Fläche in km2 |
| ------------------------------------ | --------- | ------------- |
| Burg b. Magdeburg                    | 27.088    | 79,25         |
| Halberstadt                          | 47.652    | 62,57         |
| Magdeburg                            | 236.326   | 131,01        |
| Salzwedel                            | 24.564    | 48,47         |
| Schönebeck (Elbe)                    | 44.578    | 58,29         |
| Stendal                              | 40.325    | 36,14         |
| Landkreis (ggf. Sitz)                | Einwohner | Fläche in km2 |
| Blankenburg (Harz)                   | 39.744    | 333,73        |
| Gardelegen                           | 97.381    | 1.389,04      |
| Haldensleben                         | 93.595    | 677,33        |
| Jerichow I (in Burg (bei Magdeburg)) | 76.333    | 1.192,33      |
| Jerichow II (in Genthin)             | 98.339    | 1.369,20      |
| Oschersleben (Bode)                  | 92.831    | 593,91        |
| Osterburg                            | 66.111    | 1.111,86      |
| Quedlinburg-Land                     | 63.886    | 324,70        |
| Salzwedel-Land                       | 65.377    | 1.165,41      |
| Stendal-Land                         | 75.529    | 872,97        |
| Wanzleben                            | 93.991    | 503,81        |
| Wernigerode                          | 100.688   | 721,31        |
| Wolmirstedt                          | 78.740    | 682,62        |
| Regierungsbezirk Magdeburg           | 1.362.390 | 10.632,64     |

| Stadtkreis                            | Einwohner | Fläche in km2 |
| ------------------------------------- | --------- | ------------- |
| Lutherstadt Eisleben                  | 29.095    | 17,72         |
| Halle (Saale)                         | 222.505   | 49,82         |
| Merseburg                             | 33.978    | 23,07         |
| Naumburg (Saale)                      | 41.379    | 16,65         |
| Weißenfels                            | 50.995    | 19,03         |
| Wittenberg                            | 41.304    | 29,92         |
| Zeitz                                 | 39.581    | 8,82          |
| Landkreis (ggf. Sitz)                 | Einwohner | Fläche in km2 |
| Bitterfeld                            | 162.303   | 676,83        |
| Delitzsch                             | 118.858   | 760,04        |
| Eckartsberga (in Kölleda)             | 64.099    | 562,51        |
| Liebenwerda                           | 111.583   | 794,44        |
| Mansfelder Gebirgskreis (in Mansfeld) | 80.305    | 512,55        |
| Mansfelder Seekreis (in Eisleben)     | 109.493   | 573,87        |
| Merseburg-Land                        | 134.197   | 547,88        |
| Querfurt                              | 102.032   | 653,29        |
| Saalkreis (in Halle (Saale))          | 123.122   | 483,71        |
| Sangerhausen                          | 109.540   | 882,37        |
| Schweinitz (in Herzberg (Elster))     | 56.723    | 1.013,54      |
| Torgau                                | 85.052    | 987,26        |
| Weißenfels-Land                       | 136.454   | 647,44        |
| Wittenberg-Land                       | 89.381    | 797,28        |
| Zeitz                                 | 52.095    | 256,97        |
| Regierungsbezirk Merseburg            | 1.994.074 | 10.315,01     |

### Schleswig-Holstein (Britische Zone)
Die preußische Provinz Schleswig-Holstein kam nach dem Ende des 2. Weltkriegs am 5. Juni 1945 an die Britische Besatzungszone. Der einzige Regierungsbezirk Schleswig wurde aufgelöst. Am 23. August 1946 wurde das Land Schleswig-Holstein.
| Stadtkreis                         | Einwohner | Fläche in km2 |
| ---------------------------------- | --------- | ------------- |
| Flensburg                          | 101.577   | 49,65         |
| Kiel                               | 214.335   | 65,48         |
| Lübeck                             | 223.059   | 201,50        |
| Neumünster                         | 66.185    | 35,68         |
| Landkreis (ggf. Sitz)              | Einwohner | Fläche in km2 |
| Eckernförde                        | 91.237    | 781,32        |
| Eiderstedt (in Tönning)            | 29.720    | 336,37        |
| Eutin                              | 111.996   | 561,69        |
| Flensburg                          | 87.316    | 979,79        |
| Herzogtum Lauenburg (in Ratzeburg) | 146.760   | 1.261,86      |
| Husum                              | 83.545    | 861,08        |
| Norderdithmarschen (in Heide)      | 84.401    | 603,17        |
| Oldenburg i. Holstein              | 101.920   | 837,18        |
| Pinneberg                          | 184.912   | 696,37        |
| Plön                               | 123.777   | 1.180,78      |
| Rendsburg                          | 186.489   | 1.515,92      |
| Schleswig                          | 133.971   | 1.057,73      |
| Segeberg (in Bad Segeberg)         | 112.431   | 1.298,73      |
| Steinburg (in Itzehoe)             | 161.300   | 935,94        |
| Stormarn (in Bad Oldesloe)         | 144.056   | 791,37        |
| Süderdithmarschen (in Meldorf)     | 102.273   | 762,91        |
| Südtondern (in Niebüll)            | 81.920    | 843,12        |

### Thüringen (Sowjetische Zone)
1944 kamen der preußische Regierungsbezirk Erfurt aus der Provinz Sachen und der preußische Landkreis Herrschaft Schmalkalden aus der Provinz Hessen-Nassau, Regierungsbezirk Kassel, an Thüringen. Nach Kriegsende 1945 fiel das Land Thüringen an die Sowjetische Besatzungszone. Es wurden Gebietsaustausche mit der US- und Britischen Zone zwischen Thüringen, Hessen, Bayern sowie Hannover durchgeführt. Die Exklave Ostheim vor der Rhön wurde Bayern zugeordnet. Die Exklave Allstedt wurde Sachsen-Anhalt angegliedert.
| Stadtkreis        | Einwohner | Fläche in km2 |
| ----------------- | --------- | ------------- |
| Altenburg         | 51.805    | 18,84         |
| Apolda            | 33.439    | 16,66         |
| Arnstadt          | 27.846    | 26,93         |
| Eisenach          | 51.834    | 25,32         |
| Erfurt            | 174.633   | 57,53         |
| Gera              | 89.212    | 47,74         |
| Gotha             | 57.639    | 48,13         |
| Greiz             | 45.410    | 44,20         |
| Jena              | 82.722    | 56,35         |
| Mühlhausen i. Th. | 48.013    | 63,56         |
| Nordhausen        | 32.848    | 21,74         |
| Weimar            | 66.659    | 52,36         |
| Landkreis         | Einwohner | Fläche in km2 |
| Altenburg         | 116.695   | 474,04        |
| Arnstadt          | 112.143   | 753,48        |
| Eisenach          | 131.794   | 1.185,95      |
| Gera              | 134.623   | 749,59        |
| Gotha             | 142.732   | 1.024,33      |
| Greiz             | 64.760    | 372,89        |
| Hildburghausen    | 72.684    | 775,80        |
| Langensalza       | 57.977    | 419,23        |
| Meiningen         | 108.066   | 801,90        |
| Mühlhausen i. Th. | 52.016    | 406,06        |
| Nordhausen        | 110.910   | 849,03        |
| Rudolstadt        | 90.131    | 591,95        |
| Saalfeld          | 124.045   | 764,77        |
| Schleiz           | 64.996    | 716,43        |
| Schmalkalden      | 58.326    | 279,26        |
| Sondershausen     | 101.315   | 807,33        |
| Sonneberg         | 84.331    | 353,12        |
| Stadtroda         | 123.492   | 957,26        |
| Suhl              | 85.649    | 483,47        |
| Weimar            | 141.262   | 1.165,59      |
| Weißensee         | 81.498    | 521,42        |
| Worbis            | 88.831    | 666,07        |

### Württemberg-Baden (Amerikanische Zone)
Der nördliche Teil der Länder Württemberg und Baden kamen nach Kriegsende 1945 an die US-amerikanische Besatzungszone. Die Landkreise, durch die die Autobahn Karlsruhe München führte, lagen in der US-Zone. So dass die gesamte Autobahn in der Amerikanischen Zone lag. Am 19. September 1945 wurden die in der US-Zone gelegenen nördlichen Teile Württembergs und Badens und die hessisch-darmstädter Enklave Bad Wimpfen zum Land Württemberg-Baden zusammengeschlossen. Es wurden die Landesbezirke Württemberg und Baden geschaffen. Der Landesbezirk Baden hatte weitgehende Autonomie.
| Stadtkreis         | Einwohner | Fläche in km2 |
| ------------------ | --------- | ------------- |
| Heidelberg         | 111.766   | 94,34         |
| Karlsruhe          | 172.343   | 123,13        |
| Mannheim           | 211.614   | 143,77        |
| Pforzheim          | 46.752    | 55,64         |
| Landkreis          | Einwohner | Fläche in km2 |
| Bruchsal           | 99.436    | 455,56        |
| Buchen             | 69.464    | 827,50        |
| Heidelberg         | 121.406   | 486,95        |
| Karlsruhe          | 134.575   | 581,59        |
| Mannheim           | 126.381   | 314,38        |
| Mosbach            | 62.812    | 456,89        |
| Pforzheim          | 54.769    | 278,91        |
| Sinsheim           | 85.842    | 545,84        |
| Tauberbischofsheim | 82.081    | 774,20        |
| Landesbezirk Baden | 1.379.241 | 5.138,70      |

| Stadtkreis                       | Einwohner | Fläche in km2 |
| -------------------------------- | --------- | ------------- |
| Heilbronn                        | 52.745    | 61,35         |
| Stuttgart                        | 414.072   | 207,67        |
| Ulm                              | 60.517    | 49,77         |
| Landkreis (ggf. Sitz)            | Einwohner | Fläche in km2 |
| Aalen                            | 118.063   | 1.079,06      |
| Backnang                         | 72.270    | 589,24        |
| Böblingen                        | 86.580    | 451,24        |
| Crailsheim                       | 59.818    | 766,52        |
| Esslingen                        | 134.853   | 253,15        |
| Göppingen                        | 157.302   | 610,30        |
| Heidenheim                       | 83.029    | 624,01        |
| Heilbronn                        | 132.920   | 854,93        |
| Künzelsau                        | 30.031    | 342,05        |
| Leonberg                         | 59.127    | 289,18        |
| Ludwigsburg                      | 161.539   | 423,99        |
| Mergentheim (in Bad Mergentheim) | 40.694    | 473,89        |
| Nürtingen                        | 100.982   | 380,52        |
| Öhringen                         | 40.858    | 397,60        |
| Schwäbisch Gmünd                 | 83.889    | 459,27        |
| Schwäbisch Hall                  | 53.588    | 568,48        |
| Ulm                              | 70.509    | 861,03        |
| Vaihingen                        | 60.378    | 384,76        |
| Waiblingen                       | 130.086   | 433,41        |
| Landesbezirk Württemberg         | 2.203.850 | 10.561,42     |

### Württemberg-Hohenzollern (Französische Zone)
Der südliche Teil des Landes Württemberg und das zuvor zu Preußen gehörende Gebiet Hohenzollernsche Lande kamen nach dem Zweiten Weltkrieg 1945 an die Französische Besatzungszone. Die Landkreise, in der die Autobahn Karlsruhe – München lag, kamen zur US-amerikanischen Besatzungszone. Es wurde aus dem Südteil Württembergs und der Hohenzollernschen Lande das Land Württemberg-Hohenzollern gebildet.
| Landkreis    | Einwohner | Fläche in km2 |
| ------------ | --------- | ------------- |
| Balingen     | 68.948    | 478,12        |
| Biberach     | 81.691    | 1.024,54      |
| Calw         | 91.532    | 882,48        |
| Ehingen      | 34.357    | 508,10        |
| Freudenstadt | 45.317    | 612,53        |
| Horb         | 35.254    | 358,49        |
| Münsingen    | 32.897    | 699,54        |
| Ravensburg   | 83.294    | 715,81        |
| Reutlingen   | 103.147   | 441,71        |
| Rottweil     | 94.532    | 555,85        |
| Saulgau      | 55.193    | 741,60        |
| Tettnang     | 44.839    | 260,45        |
| Tübingen     | 89.827    | 481,95        |
| Tuttlingen   | 55.916    | 458,38        |
| Wangen       | 59.233    | 733,58        |
| Württemberg  | 975.977   | 8.953,13      |
| Landkreis    | Einwohner | Fläche in km2 |
| Hechingen    | 38.309    | 417,80        |
| Sigmaringen  | 37.642    | 724,46        |
| Hohenzollern | 75.951    | 1.142,26      |

### Bayerischer Kreis Lindau (Bodensee) (Französische Zone)
Der bayerische Landkreis Lindau (Bodensee) fiel als Verbindung zur Französischen Besatzungszone in Österreich an die Französische Besatzungszone und wurde 1945 unter der Bezeichnung „Bayerischer Kreis Lindau (Bodensee)“ von Bayern abgetrennt. Er bestand, nachdem die Stadt Lindau (Bodensee) am 25. September 1948 aus dem Landkreis Lindau als kreisfreie Stadt ausschied, aus dem Landkreis und der Stadt Lindau. Bis zum 19. Dezember 1950 wurde der Bayerische Kreis Lindau gemeinsam mit dem Land Württemberg-Hohenzollern verwaltet und war in der Beratenden Landesversammlung und im Landtag von Württemberg-Hohenzollern vertreten. Unter den 1946 eingesetzten Kreispräsidenten wurde der „Bayerische Kreis Lindau (Bodensee)“ ab Dezember 1950 als eigenständiges Konstrukt in der Französischen Besatzungszone verwaltet. 1955 kam er an Bayern zurück.
| Landkreis | Einwohner | Fläche in km2 |
| --- | --------- | ------------- |
| Bayerischer Kreis Lindau (Bodensee), ab 25. September 1948: Landkreis Lindau (Bodensee), kreisfreie Stadt Lindau (Bodensee) | 52.621    | 312,00        |